# Sylwester Szyszko

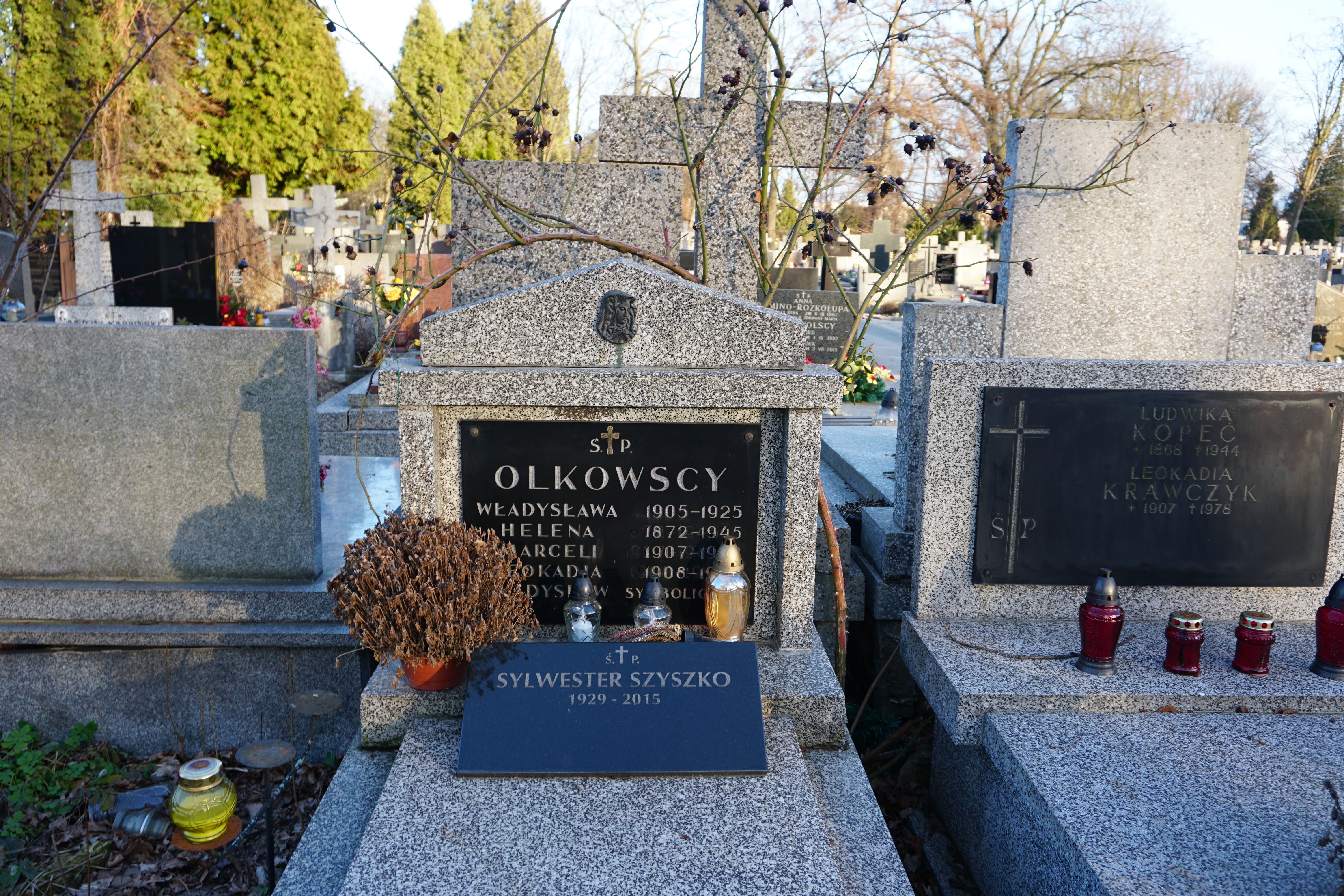
Grób Sylwestra Szyszki na cmentarzu Bródnowskim

Sylwester Szyszko (ur. 8 grudnia 1929 w Turku; zm. 18 października 2015 w Warszawie) – reżyser i scenarzysta filmowy.

## Życiorys
W 1956 ukończył studia na Wydziale Reżyserii PWSF w Łodzi. W latach 1958–1959 pracował w TVP Łódź oraz w WF „Czołówka” realizując filmy dokumentalne i oświatowe.
Pochowany na cmentarzu Bródnowskim w Warszawie (kwatera 18F-6-2).

## Filmografia (jako reżyser)
- Bigos (1965; film z cyklu Dzień ostatni - dzień pierwszy)
- Obcy w lesie (1971)
- Ciemna rzeka (1973)
- Najważniejszy dzień życia (1974; był reżyserem trzech części tego cyklu; pt.: Złoto, Telefon i Strzał)
- Mgła (1976)
- Milioner (1977)
- Zerwane cumy (1979)
- W słońcu i w deszczu (1979; serial TV)
- Czwartki ubogich (1981)
- Pan na Żuławach (1984; serial TV)
- Koniec sezonu na lody (1987)

## Nagrody i wyróżnienia
- 1979: za film Zerwane Cumy na Festiwalu Polskich Filmów Fabularnych, nagroda: Bałtycka Perła (nagroda zakładów pracy Wybrzeża)
- 1975: za film Najważniejszy Dzień Życia, nagroda: Złoty Ekran (przyznawany przez pismo „Ekran”) w kategorii: film telewizyjny
- 1975: za film Najważniejszy Dzień Życia, Nagroda Ministra Obrony Narodowej III stopnia;
- 1974: za film Ciemna rzeka, nagroda: Nagroda Ministra Obrony Narodowej II stopnia
- 1974: za film Ciemna rzeka, na II Międzynarodowe Spotkania Filmowe „Młodzi i film”, nagroda: Grand Prix „Wielki Jantar”
- 1974: za film Ciemna rzeka, na Międzynarodowym Festiwalu Filmowym Karlowe Wary, nagroda: Nagroda Specjalna
- 1974: za film Ciemna rzeka, na Festiwalu Polskich Filmów Fabularnych, nagroda Główna Jury